# Anoxoides bytinskisalzi
Anoxoides bytinskisalzi är en skalbaggsart som beskrevs av Rudolph Petrovitz 1971. Anoxoides bytinskisalzi ingår i släktet Anoxoides och familjen Melolonthidae. Inga underarter finns listade i Catalogue of Life.